# Ahmad Imtehaz Heeralall
Ahmad Imtehaz Heeralall (* 11. Juli 1982) ist ein mauritischer Fußballschiedsrichter.
Heeralall pfiff zunächst Spiele in Mauritius, so 2009 das Pokalfinale zwischen Etoile de l'Ouest aus Bambous und dem Pamplemousses SC (1:6). Im August 2015 leitete er ein Freundschaftsspiel zwischen den Malediven und Madagaskar (0:4); auf der Liste der FIFA-Schiedsrichter steht er jedoch erst seit 2016. Sein erstes Spiel beim CAF Confederation Cup wurde ihm 2016 mit der Paarung Liga Desportiva de Maputo gegen Grupo Desportivo Sagrada Esperança anvertraut. Kurz darauf wurde er bei den großen Kontinentalturnieren der Juniorenmannschaften eingesetzt. Seinen ersten Auftritt in der CAF Champions League hatte er 2017 auf den Seychellen, als er die Vorrundenpartie Côte d’Or FC gegen Saint-George SA pfiff.
2019 wurde Heeralall zum Afrika-Cup nach Ägypten eingeladen, wo ihm das Gruppenspiel zwischen Kenia und Tansania (3:2) übertragen wurde. Beim Afrika-Cup 2022 leitete er zwei Spiele: Algerien gegen Sierra Leone (0:0) sowie Burkina Faso gegen Äthiopien (1:1).